# Lưu Quách Dân
Lưu Quách Dân (tiếng Anh: Liu Kwok Man, sinh ngày 1 tháng 7 năm 1978) là một trọng tài bóng đá đến từ Hồng Kông, người đã từng là một trọng tài quốc tế đầy đủ cho FIFA.
Ông cũng đã tham gia trọng tài tại các giải đấu khu vực như vòng loại giải vô địch bóng đá thế giới 2014. Nhà tài trợ giải bóng đá vô địch quốc gia Thái Lan trận đấu lớn giữa Chonburi vs SCG Muangthong United, AFC Champions League, Cúp AFC và giải vô địch bóng đá U-19 châu Á 2012.